# Championnat du monde féminin de course à l'américaine
Le Championnat du monde de course à l'américaine féminin est le championnat du monde de course à l'américaine organisé annuellement par l'UCI dans le cadre des Championnats du monde de cyclisme sur piste. L'épreuve est organisée depuis les mondiaux 2017.

## Palmarès
| Édition | Or                                           | Argent                                     | Bronze                                               |
| ------- | -------------------------------------------- | ------------------------------------------ | ---------------------------------------------------- |
| 2017    | Belgique Lotte Kopecky Jolien D'Hoore        | Grande-Bretagne Elinor Barker Emily Nelson | Australie Amy Cure Alexandra Manly                   |
| 2018    | Grande-Bretagne Katie Archibald Emily Nelson | Pays-Bas Kirsten Wild Amy Pieters          | Italie Letizia Paternoster Maria Giulia Confalonieri |
| 2019    | Pays-Bas Kirsten Wild Amy Pieters            | Australie Georgia Baker Amy Cure           | Danemark Amalie Dideriksen Julie Leth                |
| 2020    | Pays-Bas Kirsten Wild Amy Pieters            | France Clara Copponi Marie Le Net          | Italie Letizia Paternoster Elisa Balsamo             |
| 2021    | Pays-Bas Kirsten Wild Amy Pieters            | France Clara Copponi Marie Le Net          | Grande-Bretagne Katie Archibald Neah Evans           |
| 2022    | Belgique Shari Bossuyt Lotte Kopecky         | France Clara Copponi Valentine Fortin      | Danemark Amalie Dideriksen Julie Leth                |
| 2023    | Grande-Bretagne Neah Evans Elinor Barker     | Australie Georgia Baker Alexandra Manly    | France Victoire Berteau Clara Copponi                |
| 2024    | Danemark Amalie Dideriksen Julie Leth        | France Victoire Berteau Marion Borras      | Grande-Bretagne Katie Archibald Neah Evans           |

## Bilan
Classement individuel
| Rang | Athlète           | Pays            | Or | Argent | Bronze | Ensemble |
| ---- | ----------------- | --------------- | -- | ------ | ------ | -------- |
| 1    | Amy Pieters       | Pays-Bas        | 3  | 1      | 0      | 4        |
| 1    | Kirsten Wild      | Pays-Bas        | 3  | 1      | 0      | 4        |
| 3    | Lotte Kopecky     | Belgique        | 2  | 0      | 0      | 2        |
| 4    | Katie Archibald   | Grande-Bretagne | 1  | 1      | 1      | 3        |
| 5    | Emily Nelson      | Grande-Bretagne | 1  | 1      | 0      | 2        |
| 5    | Elinor Barker     | Grande-Bretagne | 1  | 1      | 0      | 2        |
| 7    | Neah Evans        | Grande-Bretagne | 1  | 1      | 0      | 2        |
| 8    | Jolien D'Hoore    | Belgique        | 1  | 0      | 0      | 1        |
| 9    | Amalie Dideriksen | Danemark        | 1  | 0      | 1      | 2        |
| 9    | Julie Leth        | Danemark        | 1  | 0      | 1      | 2        |
| 10   | Clara Copponi     | France          | 0  | 3      | 1      | 4        |

Classement par pays
| Rang  | Pays            | Or | Argent | Bronze | Ensemble |
| ----- | --------------- | -- | ------ | ------ | -------- |
| 1     | Pays-Bas        | 3  | 1      | 0      | 4        |
| 2     | Grande-Bretagne | 2  | 1      | 2      | 5        |
| 3     | Belgique        | 2  | 0      | 0      | 2        |
| 4     | Danemark        | 1  | 0      | 2      | 3        |
| 5     | France          | 0  | 4      | 1      | 5        |
| 6     | Australie       | 0  | 2      | 1      | 3        |
| 7     | Italie          | 0  | 0      | 2      | 2        |
| Total | Total           | 8  | 8      | 8      | 24       |